# 艾哈邁德·曼蘇爾 (記者)
艾哈邁德·曼蘇爾（阿拉伯语：أحمد منصور，1962年7月16日—）是一位埃及記者、電視節目主持人、司儀及採訪員，自1997年起在半島電視台工作，同時亦是一名作家。他是半島電視台最著名的記者之一，現時主持兩檔談話節目，分別為《無界限》和《時代見證》。2015年，德國警方依據埃及政府的引渡請求，在柏林泰格爾機場拘捕了曼蘇爾，引發民眾抗議和國際批評，三天後曼蘇爾獲釋。

## 生平
曼蘇爾出生於埃及薩馬奴德市，在中學時期就已開始向報章及雜誌投稿，並於大學期間持續從事新聞採訪，於1984年取得曼蘇拉大學文學學士學位。他最初是一名戰地記者，曾於1987年至1990年間報導阿富汗戰爭，1994年報導波士尼亞戰爭，2004年報導伊拉克戰爭。曼蘇爾自1997年起在半島電視台工作。1999年，他開始主持兩檔每星期於半島電視台播出的談話節目，分別為《無界限》和《時代見證》，兩者均在阿拉伯世界擁有廣泛的觀眾。除了展現出色的採訪技巧之外，曼蘇爾更因其直言不諱的政治立場而廣受關注。
曼蘇爾公開批評現任阿卜杜勒-法塔赫·塞西政府，稱其為獨裁政權。他曾贊揚穆斯林兄弟會，但在2015年轉而批評這一團體。他在採訪當時努斯拉陣線領袖阿布·穆罕穆德·朱拉尼以及一名被該組織扣押的敘利亞飛行員之後，更遭到社交媒體上的質疑。
2014年8月，開羅刑事法庭控告曼蘇爾於2011年在解放廣場對一名律師施以酷刑。曼蘇爾否認該指控，半島電視台亦指出相關指控毫無根據。同年10月，曼蘇爾缺席審訊被定罪，並被判處15年監禁。半島電視台形容該裁決不公，乃是噤聲記者的手段，國際刑警組織亦拒絕發出拘捕令。
2015年6月20日，在埃及政府要求下，德國警方在柏林泰格爾機場拘捕曼蘇爾，此舉引發德國民眾示威。超過25,000人簽署請願書，呼籲德國總理安格拉·默克爾釋放曼蘇爾。無國界記者組織形容對曼蘇爾的拘留是「埃及對敢於挑戰政權的記者的可怕報復」，並指出柏林正有淪為獨裁政權爪牙之虞。土耳其總統雷傑普·塔伊普·埃爾多安、德國基督教民主聯盟、民主社會主義黨等主要政黨的高層成員也對曼蘇爾的拘留予以譴責，認為這是對德國民主的侮辱。6月22日，柏林檢察官辦公室宣佈，由於埃及無法消除人們對引渡程序的擔憂，曼蘇爾被釋放。據路透社漢斯-愛德華·布塞曼表示，「曼蘇爾案令試圖在商業利益與人權之間取得平衡的德國陷入尷尬境地。」

## 著作
曼蘇爾已出版超過25本書籍，部分如下：
- 《費盧傑戰役：美國在伊拉克的失敗》（معركة الفلوجة هزيمة أمريكا في العراق）
- 《火雨下的阿富汗》（ ）
- 《火雨下的塞拉耶佛》（تحت وابل النيران في سراييفو）
- 《美國政府中的猶太勢力》（النفوذ اليهودي في الإدارة الأميركية）
- 《巴格達淪陷的故事》（قصة سقوط بغداد）
- 《費盧傑內幕：未隨隊的故事》（Inside Fallujah: the Unembedded Story）

## 外部連結
- 官方网站
- Why did Germany detain Al Jazeera's Ahmed Mansour? – 半島電視台英語頻道